# Leslie Allen (piłkarz)
Leslie Allen (ur. 1971 we Freetown) – sierraleoński piłkarz grający na pozycji napastnika. W swojej karierze rozegrał 4 mecze i strzelił 1 gola w reprezentacji Sierra Leone.

## Kariera klubowa
W swojej karierze piłkarskiej Allen grał w gabońskim klubie Mbilinga FC.

## Kariera reprezentacyjna
W reprezentacji Sierra Leone Allen zadebiutował 9 kwietnia 1993 w zremisowanym 0:0 meczu kwalifikacji do Pucharu Narodów Afryki 1994 z Algierią, rozegranym w Algierze. W 1994 roku został powołany Puchar Narodów Afryki 1994. Na tym turnieju wystąpił w przegranym 0:4 grupowym spotkaniu z Wybrzeżem Kości Słoniowej. Od 1993 do 1997 roku rozegrał w kadrze narodowej 4 mecze i strzelił 1 gola.